# Xhafzotaj
Xhafzotaj ([d͡ʒafzɔtaj]) is na de gemeentelijke herinrichting van 2015 een deelgemeente (njësitë administrative përbërëse) van de Albanese stad (bashkia) Shijak, gelegen tussen de havenstad Durrës in het westen en Tirana in het oosten. De deelgemeente telt 12.400 inwoners (2011) en ligt in de Durrës-prefectuur.
Xhafzotaj ligt tegenover Shijak en ten zuiden van Sukth op de linkeroever van de meanderende Erzenrivier, op zeven kilometer van de Adriatische Zeekust. Vroeger was de omgeving van Xhafzotaj in de eerste plaats een landbouwgebied, maar zoals overal in de streek tussen de grootsteden Tirana en Durrës hebben er zich intussen talrijke kleine ondernemingen gevestigd.

## Geografie
Het erg vlakke grondgebied van Xhafzotaj ligt in de Adriatische kustvlakte. Vroeger liep de hoofdweg tussen Tirana en Durrës door het centrum van het dorp, vandaag de dag verloopt het verkeer grotendeels via de autosnelweg ten noorden ervan.
Naast Xhafzotaj zelf behoren ook de dorpen Borake, Guzaj, Koxhas, Pjezë, Rreth, Sallmonë en Vllazërimi tot de deelgemeente.

## Bevolking
De gemeente Xhafzotaj telt 12.381 permanente inwoners, terwijl er officieel 17.644 mensen staan ingeschreven in deze gemeente (2011). Het aantal inwoners is flink gestegen vergeleken met het jaar 2001: Xhafzotaj telde in dat jaar 9.063 inwoners.
De bevolking is relatief jong. Van de 12.381 inwoners zijn er 2.767 tussen de 0 en 14 jaar oud, 8.141 inwoners zijn tussen de 15 en 64 jaar oud en 1.473 inwoners zijn 65 jaar of ouder.

#### Religie
Het overgrote deel van de bevolking is islamitisch. Een relatief klein deel is christen (voornamelijk katholieken). 
| Religieuze samenstelling in de deelgemeente Xhafzotaj | Religieuze samenstelling in de deelgemeente Xhafzotaj | Religieuze samenstelling in de deelgemeente Xhafzotaj | Religieuze samenstelling in de deelgemeente Xhafzotaj | Religieuze samenstelling in de deelgemeente Xhafzotaj | Religieuze samenstelling in de deelgemeente Xhafzotaj |
| Deelgemeente                                          | Aantal inwoners (census 2011)                         | Islam (%)                                             | Katholieke Kerk in Albanië (%)                        | Albanees-Orthodoxe Kerk (%)                           | Bektashi (%)                                          |
| ----------------------------------------------------- | ----------------------------------------------------- | ----------------------------------------------------- | ----------------------------------------------------- | ----------------------------------------------------- | ----------------------------------------------------- |
| Xhafzotaj                                             | 12.381                                                | 80,79 procent                                         | 3,27 procent                                          | 1,19 procent                                          | 0,26 procent                                          |

## Trivia
- Vanwege de grote concentratie etnische Bosniakken in met name Shijak, Borake en Koxhas is in Borakë een Bosnisch ereconsulaat gevestigd.